# 양인모
양인모(1995년 7월 26일 ~ )는 대한민국의 바이올리니스트이다. 2022년 제12회 장 시벨리우스 국제 바이올린 콩쿠르와 2015년 제54회 파가니니 국제 콩쿠르에서 한국인 최초로 우승했다. 장 시벨리우스 국제 바이올린 콩쿠르에서 우승과 함께 현대작품 최고해석상을 수상하였으며, 파가니니 국제콩쿠르에서는 2006년 이후의 9년 만에 나온 우승자였으며 최연소 결선 진출자상, 현대 작품 최고 연주상, 청중상에 이르는 특별상을 수상하였다. 
그 외에도 2014년 예후디 메뉴힌 국제 바이올린 콩쿠르 시니어부문 2위, 콘서트 아티스트 길드 콩쿠르 1위를 수상하였다. 콘서트 아티스트 길드에서 우승으로 카네기홀 와일 리사이틀 홀에서 데뷔, 보스턴 심포니 홀, 크래비스 공연예술센터에서 연주하였으며 라비니아 뮤직페스티벌, 말보로 뮤직페스티벌에 참여하였다.  
양인모는 파비오 루이지, 네메 예르비, 정명훈, 제임스 개피건, 오스모 벤스케, 사카리 오라모, 데이비드 로버트슨, 마린 알솝과 같은 지휘자들과 함께 헬싱키 필하모닉 오케스트라, 핀란드 방송교향악단, 비비씨 심포니 오케스트라, 프랑스 국립 교향악단, 시카고 교향악단, 메츠 국립 오케스트라, 덴마크 방송교향악단,  루쩨른 심포니 오케스트라, 취리히 필하모닉 오케스트라, 서울시립교향악단, 부산시립교향악단 등의 국내외 유수의 오케스트라와 협연한 바 있다. 2018년 금호아트홀 상주음악가, 2019년 제12회 대원음악상 신인상, 2020년 재단법인 플라톤아카데미의 그리움 아티스트, 2022년 부산시립교향악단 올해의 예술가로 선정되었다.
대한민국에서 11세에 이원문화센터 꿈나무 콘서트에서 데뷔 리사이틀을 가진 그는 13세에 금호영재콘서트 무대에서 그 음악성을 드러내며 주목을 받았고, 15세에는 KBS교향악단과의 무대를 통해 오케스트라 협연자로서도 데뷔했다. 서울예술고등학교 재학 중이던 2012년 한국예술종합학교에 음악 영재로 입학해 김남윤을 사사했고, 2013년 도미하여 뉴잉글랜드 컨서버토리에서 미리암 프리드를 사사하여 학사와 최고연주자과정을 졸업하였다. 현재는 베를린에 거주하며 안티에 바이타스의 제자로 한스 아이슬러 음대 석사 과정후 크론베르크 아카데미에서 연주자과정을 밟고 있다.   
양인모는 시벨리우스 콩쿠르에서의 우승으로 지오반니 바티스타 과다니니 바이올린(1772년 튜린)을 후원 받고 있으며 익명의 후원자로부터 c.1718년 "보스토니안" 스트라디바리우스 바이올린을 , 뉴잉글랜드컨서버토리 재학시 요아힘이 사용했던 스트라디바리우스 "요아힘 마"를 학교 후원으로 지원 받아 사용하였으며, 파가니니콩쿠르 우승특전으로 파가니니가 실제 사용했던 과르네리 델 제수 "캐논"을 사용, 리사이틀을 가진 바 있다.

## 평가
시벨리우스 콩쿠르 심사위원장 사카리 오라모는 "압도적 우승이었다. 양인모의 연주는 바이올리니스트로서 만이 아니라 음악적인 면으로도  빼어난 점이 많고 현을 이동하는 데 있어 불필요한 움직임이 없어서 노래하는 것과 같은 편안한 연주를 선보인다."고 평가했으며 파가니니 콩쿠르 심사위원장 파비오 루이지는 "양인모는 직관적인 음악가이다. 그의 파가니니 연주는 청중을 매혹하며 정교하다"고 평가하였다. '더 보스톤 글로브'는 양인모의 연주에 대하여 “내면의 진실성으로 청중과 소통하는 능력과 테크닉이 매끄러울 뿐 아니라 음색이 부드럽고 따뜻하다."고 평가하였으며, '더바이올린 채널'은 그를 ‘새로운 세대의 가장 재능 있는 젊은 비르투오소 바이올리니스트’로 소개한 바 있다.

## 학력
- 2011: 서울예술고등학교 수석 입학[12]
- 2012: 한국예술종합학교 입학
- 2013: 뉴잉글랜드 컨서버토리 입학
- 2019: 뉴잉글랜드 컨서버토리 최고연주자과정
- 2020: 베를린 한스 아이슬러 국립음대
- 2023: 크론베르크 아카데미

## 수상
- 2012: 요제프 요아힘 바이올린 콩쿠르 4위[13]
- 2013: 무네츠쿠 엔젤 바이올린 콩쿠르 2위[14]
- 2014: 예후디 메뉴힌 국제 바이올린 콩쿠르 시니어부문 2위[15]
- 2014: 콘서트 아티스트 길드 콩쿠르 1위
- 2014: 보스톤 클래시컬 오케스트라 영 아티스트 콩쿠르 1위
- 2015: 제54회 프레미오 파가니니 국제 바이올린 콩쿠르 1위[16]
- 2022: 제12회 장 시벨리우스 국제 바이올린 콩쿠르 1위[17]

| 시벨리우스콩쿠르참가곡 등 | 예선영상     | 1. 바흐: 파르티타 No. 1 B 단조, 2. 시벨리우스: 아우프 데르 하이데 Op. 115/1, 3. 시벨리우스: 노벨레테 Op. 102/3, 4. 에른스트: 슈베르트 마왕에 의한 그랜드 카프리스, Op. 26                        | "글렌굴드와 같은 정교함", "연주곡 '마왕'에 환호" HS 리뷰                                                      |
| 시벨리우스콩쿠르참가곡 등 | 준결선영상   | 1. 슈만: 판타지 C 장조, Op. 131, 2. 시벨리우스: 유모레스크 No. 4 G 단조, Op. 89/2, No. 5 E 플랫 장조, Op. 89/3, 3. 매그너스 린드버그: 카프리스, 4. 프로코피예프: 소나타 No. 2 D 장조, Op. 94/bis | "견고하면서도 풍부한 소리", "치열한 예술가 기질", "위촉곡 작곡자의 테르세 모티프를 정교한 연주로 부각" HS리뷰 |
| 시벨리우스콩쿠르참가곡 등 | 결선1차영상  | 칼 닐센: 바이올린 협주곡 Op.33 w/ 헬싱키 필하모닉 오케스트라, 아나 마리아 헬싱 지휘 | "확고한 의지를 가진 예술가의 눈부신 연주" HS리뷰                                                              |
| 시벨리우스콩쿠르참가곡 등 | 결선2차 영상 | 장 시벨리우스: 바이올린 협주곡 w/ 핀란드 방송 교향악단, 디마 슬로보데니우크 지휘 | "긴장감을 유지하면서도 사색적인", "인상적인 불꽃같은 피날레" HS리뷰                                           |
| 시벨리우스콩쿠르참가곡 등 | 결과발표     | 1. 우승 2. 현대작품 최고해석상 3. 과다니니 바이올린 후원 4. 청중인기투표 1위 | "비공개 심사위원 투표에서 압도적 득표" HS리뷰, 인기투표 60.6% 득표 1위                                        |

*HS: 핀란드 최대 일간지 HELSINGIN SANOMAT의 이니셜

## 앨범
| 앨범                                  | 발매일   | 제작사      | 비고                                                                          |
| ------------------------------------- | -------- | ----------- | ----------------------------------------------------------------------------- |
| 파가니니: 24 카프리스                 | 2018. 11 | DG/유니버설 | 24 Caprices for Solo Violin, Op. 1, MS25. 인터뷰                              |
| 현의 유전학 (The Genetics of Strings) | 2021. 03 | DG/유니버설 | Inspirations from Hildegard von Bingen's "O ignis Spiritus paracliti", 인터뷰 |

## 공연

### 협연 및 페스티벌[7][27][28]
- 덴마크 방송교향악단[29], 프랑스 국립 교향악단[30], 루체른 심포니 오케스트라, 취리히 필하모닉 오케스트라,  NDR 라디오 필하모니, 카를로 펠리체 극장 오케스트라, 리치몬드 심포니 오케스트라[31], 오스틴 심포니 오케스트라, 보스톤 클래시컬 오케스트라, 롱우드 심포니 오케스트라, 드림 오케스트라[32]UWM심포니 오케스트라[33]페어팩스 심포니 오케스트라, 두페이지 오케스트라, 보스톤 필하모니 유쓰오케스트라, 심포니 프로 뮤지카, 유타 심포니 오케스트라[34][35], 러시아 심포니 오케스트라, 브라질 심포니 오케스트라, 센트럴 아이치 심포니 오케스트라, 코리아 심포니 오케스트라, 서울시립교향악단, 부산시립교향악단, 인천시립교향악단, KBS교향악단, 프랑스 메츠 국립 오케스트라[36], 헬싱키 필하모닉 오케스트라, 핀란드 방송교향악단, 시카고 교향악단, 부에노스아이레스필하모닉오케스트라, 라티 심포니 오케스트라[37], 크라쿠프필하모니아[38], 광주시립교향악단, 퍼시픽 필하모니아 도쿄, 경기필하모닉오케스트라, BBC 교향악단 (2023. 04. 15, 런던 바비칸센터), 오울루 신포니아, 필하모니아 관현악단, 스위스 로망드 관현악단 , 타피올라신포니에타, 뉘른베르크 심포니 오케스트라 보관됨 2023-12-11 - 웨이백 머신, 홍콩 필하모닉 오케스트라, 굴벤키안 오케스트라,  이위배스퀼래 신포니아, 루체른 페스티벌 스트링스, 오클랜드 필하모니아, 스타방에르 심포니 오케스트라 , 투르크 필하모닉 오케스트라, 바나툴 필하모닉 오케스트라, 베를린 바로크 솔리스텐, 트론헤임 심포니 오케스트라 , 폴란드 국립 방송 교향악단, 로열 스톡홀름 필하모니 관현악단, 뉴욕 필하모닉, 로열 필하모니 관현악단, 오페라 노스 오케스트라, 국립대만교향악단, 드레스덴 필하모니 관현악단, BBC 필하모닉
- 라비니아 뮤직 페스티벌, 말보로 뮤직 페스티벌, 드레스덴 뮤직페스티벌, 그슈타드 메뉴힌 페스티벌, 록포트 체임버 뮤직 페스티벌, 뉴 햄프셔 뮤직 페스티벌, 이시카와 뮤직 아카데미, 그레이트 마운틴 국제 뮤직 페스티벌, 한일 영 뮤지션 콘서트, 통영국제음악제 (23), 파가니니 제노바 페스티벌 (IT, 23), 난탈리 뮤직 페스티벌 (FI, 23), 평창대관령음악제(23), 미켈리 뮤직 페스티벌 (FI, 23), OSR 뮤직 페스티벌 (CH, 23), 웨스트 위클로 챔버뮤직 페스티벌 (IE, 24) , 흐라흐튼 페스티벌 (NL, 24), 본 베토벤 페스티벌 (FR, 25)
- 협연 동영상

| 연주곡                                                                      | 날짜       | 협연                           | 지휘              | 장소                     |
| 파가니니 바이올린 협주곡 No. 1, Op. 6 (encore: 파가니니 카프리스)           | 2015.12    | 롱우드 심포니 오케스트라       | 로날드 펠드만     | 조단홀, 보스톤           |
| 파가니니 바이올린 협주곡 No. 1, Op. 6 1악장                                 | 2016.04.03 | 덴마크 방송교향악단            | 파비오 루이지     | 코펜하겐 콘서트홀        |
| 시벨리우스 바이올린 협주곡 1악장, 2악장, 3악장                              | 2016.11    | 보스톤 필하모닉 유쓰오케스트라 | 벤자민 잰더       | 심포니홀                 |
| 브람스 바이올린 협주곡 D장조, Op. 77                                        | 2017. 2    | 드림오케스트라                 | 다니엘 석         | 브로드 스테이지          |
| 베토벤 바이올린 협주곡 D장조, Op.61 1악장, 2악장, 3악장                     | 2017. 4    | 페어팩스 심포니 오케스트라     | 크리스토퍼 짐머만 | GMU 센터                 |
| 세르게이 프로코피예프 바이올린 협주곡 No.1, D 장조, Op.19                   | 2018.11    | 코리안심포니오케스트라         | 정치용            | 예술의전당 콘서트홀      |
| 생상 바이올린 협주곡 No.3, b 단조, Op.61                                    | 2019. 1    | 프랑스 국립 교향악단           | 네메 예르비       | 라디오 프랑스 오디토리움 |
| 브람스 바이올린 협주곡 D 장조 (Encore:바흐 바이올린 소나타 No. 3)           | 2019.11    | 심포니 프로 뮤지카             | 마크 처칠         | 퍼트넘패밀리아트센터     |
| 새뮤얼 바버 바이올린 협주곡 Op.14                                           | 2020. 8    | 인천시립교향악단               | 이병욱            | 예술의전당               |
| 차이콥스키 바이올린 협주곡 D 장조, Op. 35                                   | 2020.10    | KBS교향악단                    | 최수열            | 아트센터 인천            |
| 브람스 바이올린과 첼로를 위한 2중 협주곡, Op.102                            | 2021       | 인천시립교향악단, Vc. 문태국   | 이병욱            | 인천문화예술회관         |
| 차이콥스키 폴로네즈/바이올린 협주곡 Op. 35 (encore: 마왕)/교향곡 제6번 비창 | 2021. 2    | 코리안심포니오케스트라         | 홍석원            | 예술의 전당              |
| 생상 바이올린 협주곡 No.3, b 단조, Op.61                                    | 2022.05.03 | 프랑스 메츠 국립 오케스트라    | 다비트 라일란트   | 예술의 전당              |
| 파가니니 바이올린 협주곡 1번                                                | 2023.01.28 | 퍼시픽 필하모니아 도쿄         | 류이치로 소노다   | 도쿄예술극장             |

### 리사이틀 및 방송 등
- 아란후에스를 위한 다이아몬드, Gut. 호세 마리아 가야르도 델 레이, 평창대관령음악제 20230729
- 베토벤 바이올린 소나타 7번 c단조 Op.30-2 (Beethoven), Pf. 김다솔, 양인모 리사이틀 20230407
- 시벨리우스, 브람스, 슈만 (Sibelius, Brahms, Schumann), Pf. 홍사헌, 양인모 리사이틀 20220816
- 엘가, 변덕스러운 여인 (Elgar: La Capricieuse, Op.17), Pf. 김태형, 크레디아클래식클럽 20220413
- 파가니니, 소나타 12번(N.Paganini: Sonata No.12 In E minor Op.3), pf. 한지호, MBCTV예술무대2020
- 파사칼리아(G.F.Handel /J.Halvorsen: Passacaglia), vla. 리처드 용재 오닐, MBC210123방송
- 바스크 카프리치오 Op.24 (P.Sarasate: Caprice Basque Op.24), pf. 박상욱, MBC210227방송
- 바이올린과 기타를 위한 탱고의 역사 (Piazzolla: Histoire du Tango), gut. 박종호, MBC210227방송
- 우아한 유령 (W.Bolcom: Graceful Ghost Rag), pf. 홍사헌, '현의 유전학'리사이틀 210313, MBC210410방송
- 차르다시 (Vittorio Monti: Czardas), pf. 박상욱, 오르페오 채널210527
- Inspirations after Hildegard von Bingen "O ignis Spiritus paracliti" (양인모), Sop. 임선혜, STUDIO KIWA210319
- 슈베르트 바이올린 소나타 no. 2, A단조, D385 (Franz Schubert), HIMA Opening Concert 140609

## 인터뷰
- KBS뉴스[인터뷰 영상] (2019년 5월 11일) 바이올리니스트 양인모, ‘인모니니’를 아시나요? /
- MBC[티예무 라운지] (2021년 2월 27일) "한국인 최초! 파가니니 콩쿠르 우승자, 양인모" Cool향 머금은 인모니니
- ArirangTV[The INNERview 2018] Ep.19 (2018년) Violinist In Mo YANG (바이올리니스트 양인모)
- 플라톤아카데미TV[그리움아티스트] (2021년 11월8일) 플라톤아카데미가 묻다 - 바이올리니스트 양인모